# Keo lá liềm
Keo lá liềm (danh pháp hai phần: Acacia crassicarpa hay Racosperma crassicarpum (A.Cunn. ex Benth.) Pedley.) là một cây bản địa Úc (Queensland), Indonesia và Papua New Guinea.

## Vùng trồng keo lá liềm ở Việt Nam
- Bắc Trung Bộ
- Nam Trung Bộ
- Đông Nam Bộ

## Công dụng
Gỗ lớn dùng đóng đồ mộc, gỗ xây dựng, làm ván ghép thanh. Gỗ nhỏ dùng làm nguyên liệu giấy, dăm, ván sợi ép, trụ mỏ.

## Kỹ thuật trồng
Thích hợp nơi có nhiệt độ trung bình 24 - 25 0 C, lượng mưa 1.500 - 2000mm. Độ cao dưới 400 - 500m so với mực nước biển. Độ dốc dưới 20 - 25 0. Ưa đất có thành phần cơ giới trung bình, thoát nước, chịu được đất chua, đất nghèo, đất cát. Trồng tập trung và phân tán đều được. Nguồn giống có 3 xuất xứ được công nhận. Trồng bằng cây con có bầu.